# HQ9+
HQ9+ est un langage de programmation exotique créé par Cliff L. Biffle. Il n'est composé que de 4 instructions et n'est pas Turing-complet. Il s'agit d'une plaisanterie entre informaticiens, et non pas d'un langage de programmation utile.

## Instructions
| Instruction | Signification                                                                  |
| ----------- | ------------------------------------------------------------------------------ |
| H           | Affiche "Hello, world!"                                                        |
| Q           | Affiche le code source complet du programme (ce qu'on appelle un quine)        |
| 9           | Affiche les paroles de la chanson populaire américaine 99 Bottles of Beer (en) |
| +           | Incrémente la pile                                                             |

## Exemples

### Hello World
Le langage propose une façon simplissime de réaliser le fameux programme "Hello World!" :
```
H
```

### Copie du programme
Par exemple l'exécution du programme dont le code source est :
```
qqqq
```

affichera :
```
qqqq
qqqq
qqqq
qqqq
```